# Eugène Morel
Pour les articles homonymes, voir Eugène Morel (journaliste) et Morel.
Eugène Alphonse Morel, né à Paris 3e le 21 juin 1869 et mort à Meudon le 23 mars 1934, est un écrivain, critique littéraire et bibliothécaire français, connu surtout pour avoir fortement influencé l'évolution des bibliothèques françaises au XXe siècle.

## Biographie

### Enfance et formation
Eugène Morel naît du mariage de Charles Adolphe Morel, un fabricant de bronze, et de Marie Louise Salanson. Il a un frère de cinq ans son aîné, Frédéric Morel.
Leur père, Charles Morel, avait établi sa propre usine de fonderie rue Thorigny dans Le Marais. Comme celle-ci prospéra, il put offrir à ses deux fils une éducation de qualité. Pour Eugène Morel, celle-ci commence à l’institut Sainte-Marie de Monceau, où son frère aîné étudie déjà. C’est toutefois au Lycée Charlemagne qu’il finit son éducation secondaire et obtient le baccalauréat en 1885. Il entreprend par la suite des études à la Faculté de droit de Paris, où il obtient en 1889 sa licence de droit.
Lors de sa première année d'études en droit, en 1886, Morel rejoint La Revue Moderne. La même année, il en devient le secrétaire de rédaction. Il y rencontre par ailleurs certaines figures du Naturalisme français, tel que J.-H. Rosny jeune et Lucien Descaves, qui l'encourage dans sa propre carrière d'écrivain,. C’est pendant cette même première année d'études de droit qu’il écrit son premier roman, L’ignorance acquise. Ce roman est publié trois ans après, soit en 1889, et très bien reçu par la critique.
Ayant terminé ses études de droit et passé l'admission au Barreau, Eugène Morel travaille pour le Parquet français lorsqu'il perd dès son premier cas en Cour de justice. À la suite de cet échec, il renonce rapidement au Droit,.
Entre 1890 et 1891, Morel effectue son service militaire, dans le cadre duquel il est envoyé à la garnison d’Amiens. Là-bas, il rencontre le fils de Jules Verne, par l'entremise duquel il est présenté à l’écrivain lui-même, qui s’était retiré à Amiens. Le temps de la conscription d'Eugène Morel ne dure qu'un an au lieu de trois, en raison de la mort de son frère Frédéric, survenue alors que ce dernier était en service actif dans l'armée française en 1884.

### Vie professionnelle

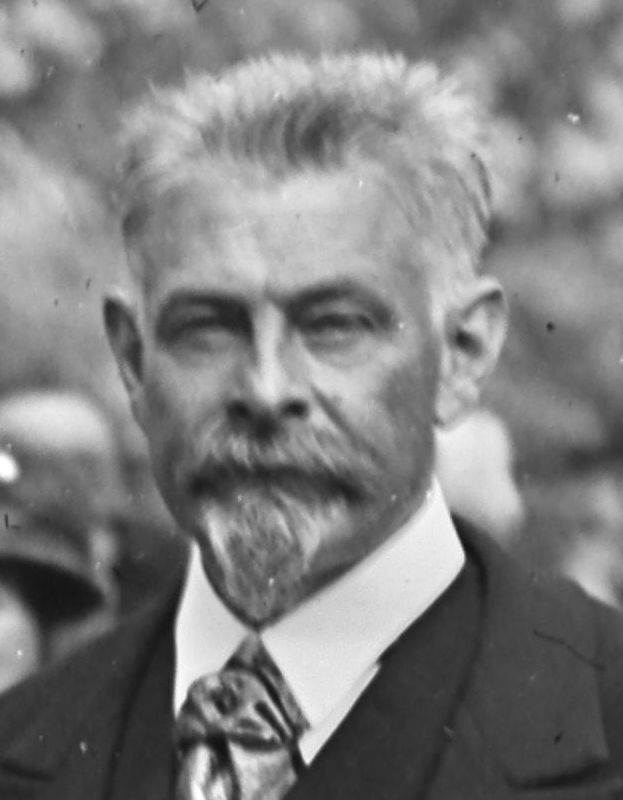
Eugène Morel lors de la remise d'une épée à Georges Lecomte, 1926 (coupé).

Il entre à la Bibliothèque nationale en 1892 comme attaché temporaire pour la préparation du nouveau catalogue: le Catalogue des imprimés. Parallèlement à ses premières années à la Bibliothèque nationale, il continue sa carrière d'écrivain et publie plusieurs romans, articles et pièces de théâtre.
En 1906, il participe à la fondation de l'Association des bibliothécaires français, dont il sera président de 1918 à 1919. Il assiste aux réunions générales et rédige pour eux des comptes-rendus de ses participations à des conférences et congrès à l’étranger. Il reste un membre actif, sans pour autant faire partie des membres à l’origine des décisions.
En 1908-1909, il publie Bibliothèques, essai sur le développement des bibliothèques publiques et de la librairie dans les deux mondes, et en 1910, La Librairie publique, ouvrages dans lesquels il préfigure le développement des bibliothèques publiques au XXe siècle, en militant pour des bibliothèques plus modernes et plus proches des modèles américain et britannique qui lui ont laissé forte impression et dont il devient un fervent défenseur en France. En 1911, il introduit en France la classification décimale de Dewey à la bibliothèque de Levallois-Perret, dont le catalogue est publié en 1913.
Il soutient la création de la bibliothèque parisienne pour enfants, L'Heure joyeuse, dont les pionnières furent Claire Huchet, Marguerite Gruny (nièce d’Eugène Morel) et Mathilde Leriche.

### Décès
Eugène Morel meurt le 23 mars 1934 d’une hémorragie cérébrale alors qu’il collabore avec la bibliothèque populaire de Meudon. Il aidait également au catalogage de cette bibliothèque.

## Sa pensée
Dans ses ouvrages Bibliothèques et La Librairie publique, Morel présente diverses idées visant à revoir la manière de penser les bibliothèques françaises, qu'il considère dépassée. Il soutient l’idée d’un accès gratuit aux bibliothèques, qui seraient financées par la contribution publique, comme le prescrit le modèle anglo-saxon des free public libraries. Il introduit le concept encore méconnu en France qu'est la Lecture publique. Eugène Morel souhaite que les bibliothèques offrent des lectures à la fois intéressantes, formatrices et accessibles pour les usagers et souhaite également que les fonds de la Bibliothèque nationale se concentrent sur des acquisitions d’ouvrages utiles pour les chercheurs.
La réflexion de Morel sur la modernisation des bibliothèques s'intéresse aussi à une réforme du Dépôt légal, que Morel va proposer dans ses écrits. Selon ce projet de réforme, il suggère que le dépôt légal quant aux imprimeurs et aux éditeurs soit systématisé, de sorte qu’une bibliographie nationale unifiée soit créée. Il espère qu’ainsi les bibliothèques aient moins à gérer leur bibliographie et aient plus de temps pour classer les ouvrages selon les principes de classification décimale et pour  se consacrer au service à l’usager et à la constitution de collections, comme c’est le cas dans les bibliothèques anglo-saxonnes.
Morel s'intéresse de plus à la formation des bibliothécaires, critiquant dans La Librairie publique la formation offerte par l’École des chartes de l'époque. Selon lui, la formation des futurs bibliothécaires devrait se construire autour de trois grands axes de connaissances :
- La connaissance du livre (à savoir un volet présentant un portrait global de la production, de l’édition et du commerce du livre après 1750)[8];
- Le classement et la recherche (à savoir un volet qui s’intéresse à la bibliographie et la documentation)[8];
- Les bibliothèques (à savoir un volet qui présente les bibliothèques de France et de l’étranger) et la pratique de la profession de bibliothécaire (à savoir les fonctions que les bibliothécaires sont susceptibles d’exercer)[8].

Il construit à cette fin un programme de formation intitulée « les bibliothèques modernes », qu’il présente sous forme de quatre cycles de conférences. Celles-ci sont tenues en collaboration avec l’École des Hautes-Études sociales entre 1910 et 1914. Pour ces conférences, Morel invite à intervenir plusieurs autres bibliothécaires et figures éminentes des sciences de l'information de l’époque, tel que Henri La Fontaine et Paul Otlet, qui ont été les invités d’honneur de la première année du programme.
En 1923, il est recruté comme enseignant multidisciplinaire de l’École franco-américaine de bibliothécaires de la rue de l’Élysée fondée par le Comité Américain pour les Régions Dévastées. Il est chargé des initiations aux sciences, aux sciences sociales, et au droit pour constituer les rudiments de bibliothéconomie générale et spécialisée. Faute de financement, l’école ferme en 1929, mais elle jette les bases d’une formation pour les bibliothécaires.

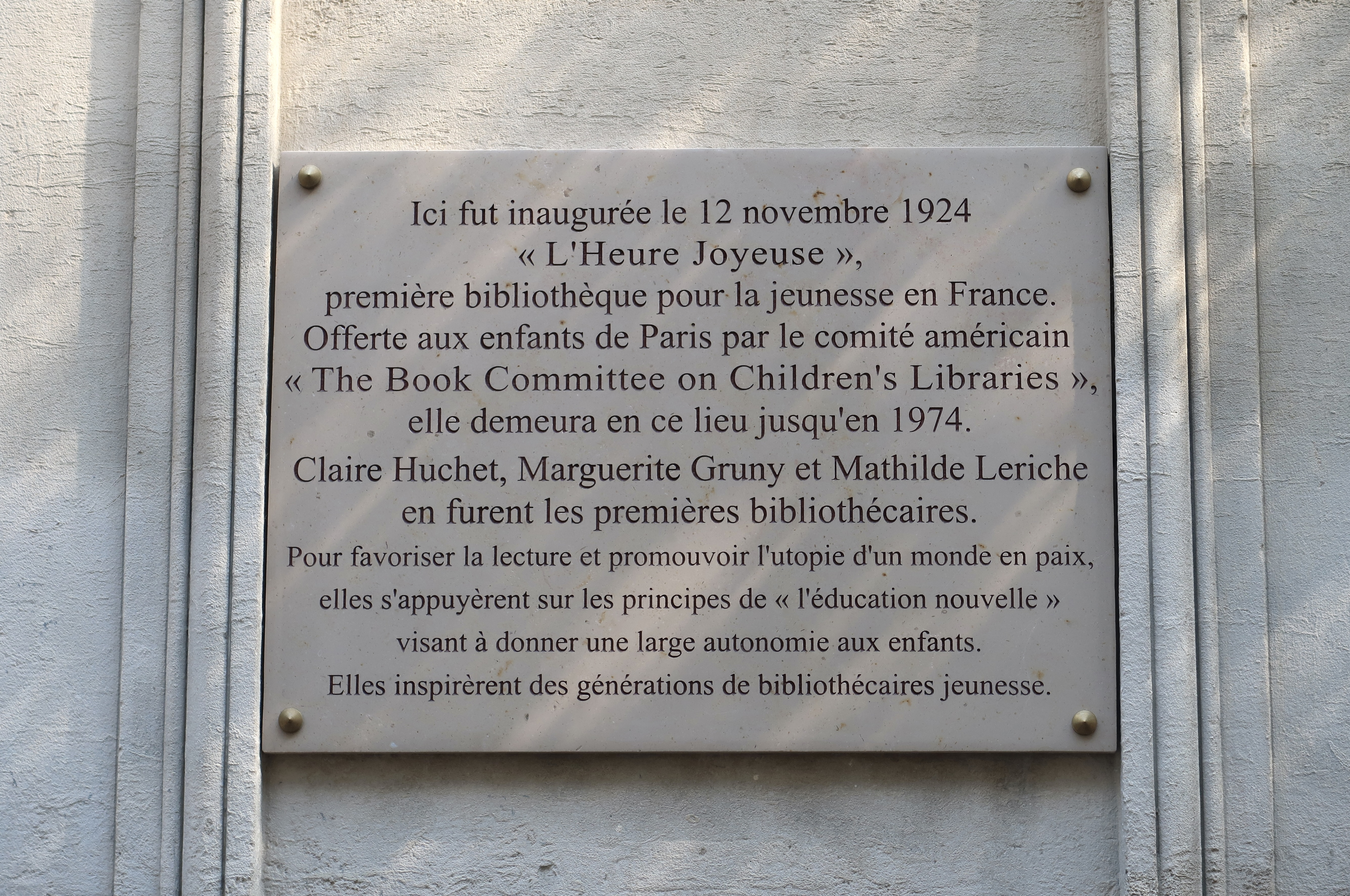
Plaque en souvenir de la bibliothèque L'Heure joyeuse, 3 rue Boutebrie (Paris, 5e)

Dans le même ordre d'idées, Morel cherche à intégrer à la formation des bibliothécaire un volet destiné au service bibliothécaire adressé aux enfants. En effet, Morel dit qu'il faut que les bibliothécaires soient formés pour un service adapté à la jeunesse. Pour cela, il encourage et participe à la formation de femmes pour tenir ces services ou bibliothèques pour enfants, telles que Claire Huchet, Marguerite Gruny et Mathilde Leriche, qui dirigeront l'Heure Joyeuse de Paris dès sa fondation en 1924, à laquelle Morel collabore avec le Book Committee on Children's Libraries. Morel, dans sa conception des bibliothèques pour enfants, pose le principe selon lequel la connaissance du fonctionnement de la bibliothèque est essentielle à l’éducation. Il considère donc qu'il est du devoir des bibliothécaires d'aider à créer l’habitude, chez les jeunes, de faire des recherches personnelles, de sorte qu’ils puissent s’instruire eux-mêmes. Il faut tout de même préciser qu'il ne voulait pas tant une bibliothèque séparée pour les enfants qu’une section jeunesse dans la bibliothèque de lecture publique car « le danger de salles séparées est en effet de traiter l’enfant comme une espèce à part, et de le fixer plus que de raison dans cet état transitoire. »

## Principales publications
- Bibliothèques, essai sur le développement des bibliothèques publiques et de la librairie dans les deux mondes (2 volumes, 1908-1909)[12],[13]
- La Librairie publique (1910) disponible en pdf sur le site de l'ENSSIB
- Bibliothèques, livres et librairies, conférences faites à l'École des hautes études sociales sous le patronage de l'Association des bibliothécaires français, avec le concours de l'Institut international de bibliographie et du Cercle de la librairie, en collaboration avec Jean Gautier (1912). Intervention "Le livre français en France: Essai de statistique (26 février)" disponible en pdf sur le site de l'ENSSIB
- Le Dépôt légal, étude et projet de loi (1917) disponible en pdf sur le site de l'ENSSIB
- La Loi sur le dépôt légal (19 mai 1925) (1925)
- Catalogue de la bibliothèque de Levallois-Perret (1925)
- Cadre et index de classement décimal réduit à 3 chiffres (1925)

Romans
- L'Ignorance acquise (1889)
- Artificielle (1895)
- Les Morfondus (1898)
- Les Boers (1899)
- Petits Français (1890)
- La Rouille du sabre (1897)
- Terre promise (1898)
- La Prisonnière (1900)
- La Parfaite maraîchère, roman très simple, orné de considérations poétiques et utiles sur la culture et le forçage des légumes dans la région de Paris (1904)

Théâtre
- Loreau est acquitté, pièce en 1 acte, avec André de Lorde, Paris, Comédie-Parisienne, 22 décembre 1898
- Dans la nuit, 5 actes, avec André de Lorde, Paris, Cercle des Escholiers, 18 novembre 1897
- L'Affaire Boreau, comédie en 1 acte, avec André de Lorde, 1899
- Stella, pièce en 4 actes, avec Jules Case, Paris, Théâtre de la Renaissance, 25 janvier 1902
- La Dernière Torture, drame en 1 acte, avec André de Lorde, Paris, Grand-Guignol, 2 décembre 1904
- Terre d'épouvante, pièce en trois actes, avec André de Lorde, Paris, Théâtre Antoine, 17 octobre 1907
- L'Innocent, comédie en 1 acte, avec André de Lorde, Paris, Théâtre Antoine, 1909
- L'Enfant mort, drame en deux actes et trois tableaux, avec André de Lorde, Paris, Grand-Guignol, 17 mars 1917
- Dans les dunes, pièce en 1 acte, avec André de Lorde, 1930
- Le Crime de la Rue Morgue, pièce en deux actes écrite avec André de Lorde, d'après le roman d'Edgar Allan Poe, 1934. Pièce rééditée dans Traité de Simiacologie appliquée, Bibliogs, Collection Sérendipité, 2016.  (ISBN 979-10-94282-16-8)